# Сурин, Николай Александрович
Николай Александрович Сурин (род. 23 февраля 1937, Бутурлиновский район, Воронежская область) — советский и российский генетик и селекционер, специалист в области селекции и семеноводства ярового ячменя, академик ВАСХНИЛ (1990), академик РАН (2013), Заслуженный деятель науки Российской Федерации (1993).

## Биография
Родился 23 февраля 1937 года в селе Васильевка Бутурлиновского района Воронежской области.
В 1962 году окончил Красноярский сельскохозяйственный институт, далее работает в Красноярском НИИ сельского хозяйства: старший научный сотрудник, заведующий отделом, заместитель директора, директор (1987—2007).
С 2007 года — по настоящее время — руководитель комплексного селекцентра Красноярского НИИСХ, главный научный сотрудник.
В 1985 году — избран членом-корреспондентом, а в 1990 — академиком ВАСХНИЛ.
В 2013 году — стал академиком Российской академии наук (в рамках присоединения РАМН и РАСХН к РАН). Действительный член Национальной Академии наук Монголии и Сельскохозяйственной Академии наук Монголии.

## Научные труды
- Серые хлеба / соавт. А. М. Берзин. — Красноярск, 1972. — 181 с.
- Ячмень Восточной Сибири. — Красноярск: Кн. изд-во, 1977. — 110 с.
- Селекция ячменя в Сибири / соавт. Н. Е. Ляхова; РАСХН. Сиб. отд-ние. НПО «Енисей». — Новосибирск, 1993. — 291 с.
- Характеристика сортов полевых культур, включенных в Государственный реестр по Красноярскому краю / соавт. С. А. Лукьянов; Краснояр. НИИ сел. хоз-ва. — Красноярск, 1997. — 101 с.
- Оценка зерновых злаков на устойчивость к неблагоприятным экологическим факторам / соавт. В. И. Полонский; Краснояр. НИИ сел. хоз-ва и др. — Новосибирск, 2003. — 127 с.
- Частная селекция и генетика полевых культур в Сибири: учеб. пособие для студентов вузов…/ соавт.: Н. Е. Ляхова и др.; Краснояр. гос. аграр. ун-т. — Красноярск, 2006. — 499 с.
- Агропромышленный комплекс Красноярского края: проблемы и приоритетные направления развития / соавт.: В. И. Фисинин и др.; Краснояр. гос. аграр. ун-т. — Красноярск, 2008. — 288 с.
- Семеноводство сельскохозяйственных культур в Красноярском крае / соавт.: Ю. Ф. Едимеичев и др.; Краснояр. НИИ сел. хоз-ва. — Новосибирск, 2009. — 70 с.
- Адаптивный потенциал сортов зерновых культур сибирской селекции и пути его совершенствования (пшеница, ячмень, овес): моногр. — Новосибирск, 2011. — 707 с.
- Семеноводство зерновых и зернобобовых культур в Красноярском крае: руководство / соавт.: Л. К. Бутковская и др.; Краснояр. НИИ сел. хоз-ва и др. — Красноярск, 2013. — 99 с.

## Ученики академика РАН Сурина Николая Александровича

#### Доктора наук:
1. ТИХОМИРОВ ВЛАДИМИР ТИМОФЕЕВИЧ;
2. ЕДИМЕИЧЕВ ЮРИЙ ФЕДОРОВИЧ;
3. ПОЛОНСКИЙ ВАДИМ ИГОРЕВИЧ;
4. ЗОБОВА НАТАЛЬЯ ВАСИЛЬЕВНА;
5. АНИСЬКОВ НИКОЛАЙ ИВАНОВИЧ;
6. ЗЕЛЕНСКИЙ ВЛАДИМИР МИХАЙЛОВИЧ.

#### Кандидаты наук:
1. ЛАПТЕВ АЛЕКСАНДР ИВАНОВИЧ;
2. ТКАЛЕНКО ДМИТРИЙ ИВАНОВИЧ;
3. КОЛЧАНОВ ВЯЧЕСЛАВ ВЛАДИМИРОВИЧ;
4. ТИМИНА МАРИНА АЛЕКСАНДРОВНА;
5. ВЧЕРАШНИЙ МИХАИЛ БОРИСОВИЧ;
6. БУТКОВСКАЯ ЛИДИЯ КУЗЬМИНИЧНА;
7. СОРОКАТАЯ ЕВГЕНИЯ ИВАНОВНА;
8. ШЕВЦОВА ЛЮБОВЬ НИКОЛАЕВНА;
9. МИХАРЕВА ОЛЬГА ГРИГОРЬЕВНА;
10. КОЗУЛИНА НАТАЛЬЯ СТАНИСЛАВОВНА;
11. ЗАБОЛОЦКИЙ ЕВГЕНИЙ ВИКТОРОВИЧ;
12. ПЛАТОНОВА ЮЛИЯ ВИКТОРОВНА;
13. СТУПКО ВАЛЕНТИНА ЮРЬЕВНА;
14. ЛИПШИН АЛЕКСЕЙ ГЕННАДЬЕВИЧ.

## Награды
- Орден Почёта (11 февраля 2023) — за заслуги в научной деятельности и многолетнюю добросовестную работу[2];
- Орден Дружбы (21 марта 2005) — за заслуги в области сельскохозяйственной науки и образования и многолетнюю добросовестную работу[3];
- Заслуженный деятель науки Российской Федерации (13 мая 1993) — за заслуги в научной деятельности[4];
- Медаль «За трудовое отличие»[5];
- Медаль «Ветеран труда»[5];
- Почётный гражданин Красноярского края (25 октября 2018) — за личные выдающиеся заслуги в развитии сельскохозяйственной науки, способствующие повышению авторитета и престижа Красноярского края .